# Sciabola di San Martín

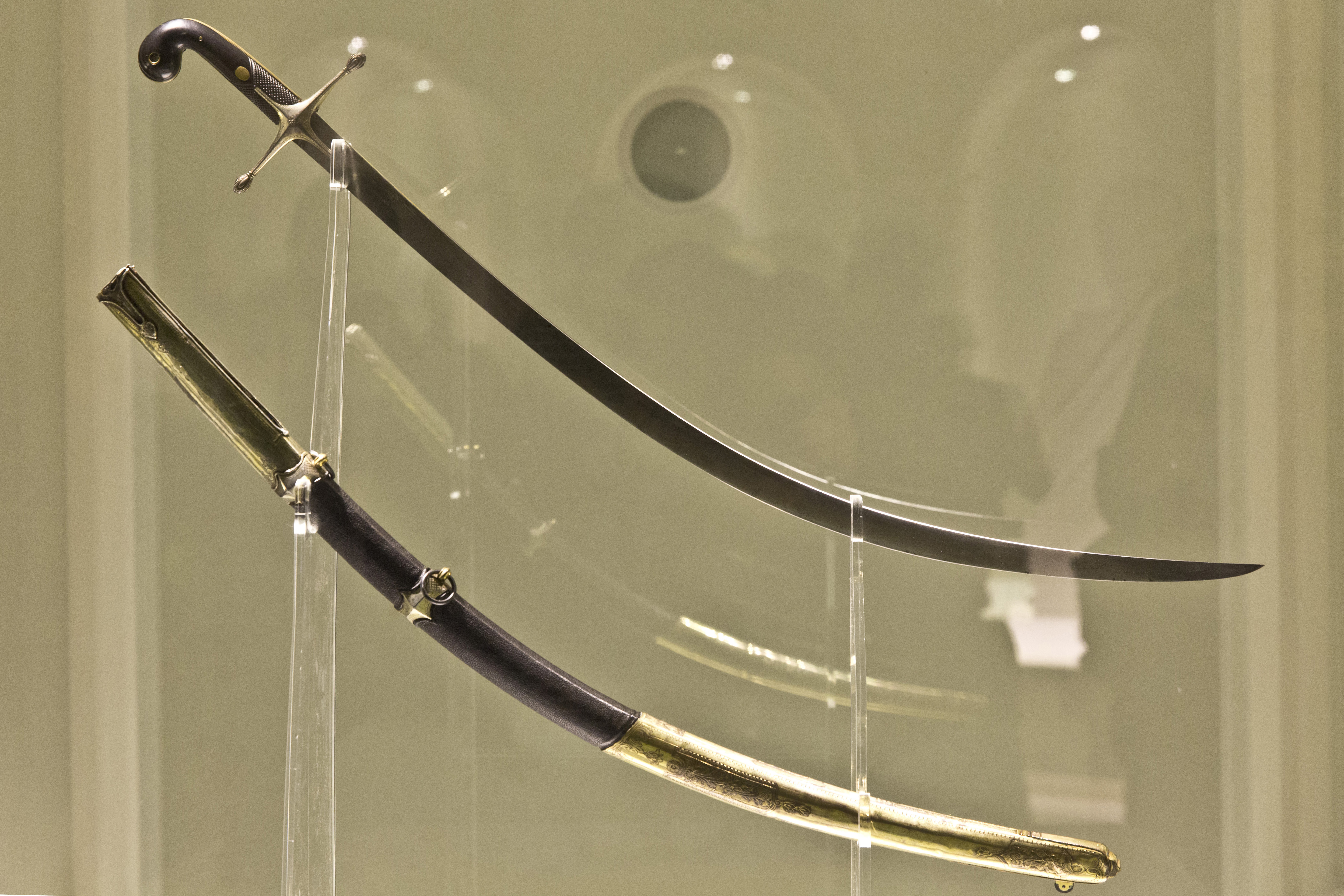
La sciabola esposta nel Museo storico nazionale.

La Sciabola di San Martín o Sciabola curva di San Martín (in spagnolo: Sable corvo de San Martín) è un'arma storica utilizzata da José de San Martín, considerato Liberatore d'America e come tale ha acquisito un alto valore iconografico.

## Storia

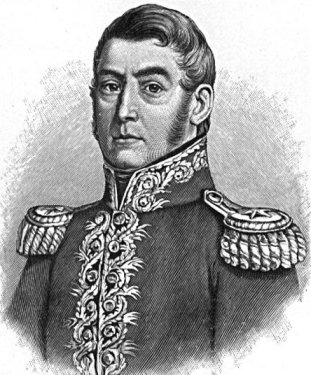
Il generale José de San Martín

La sciabola fu acquisita da José de San Martín durante il suo soggiorno a Londra, poco dopo aver lasciato la Spagna e prima di imbarcarsi per il Sud America. Più tardi, San Martin armò la sua cavalleria di granatieri con armi simili, che riteneva ideali per le cariche di cavalleria. Dopo il ritiro di San Martín in Europa, dopo la conferenza di Guayaquil, l'arma rimase nella città di Mendoza nelle mani di un amico di famiglia. In una lettera successiva a suo genero, Mariano Balcarce, fu chiesto di mandargli la spada in Europa, e rimase in suo possesso fino alla sua morte, avvenuta il 17 agosto 1850.
Prima di morire, San Martín lasciò in eredità la sua spada al governatore Juan Manuel de Rosas. A sua volta Rosas lasciò in eredità la spada al suo amico Juan Nepomuceno Terrero, e dopo la sua morte a sua moglie e poi ai loro figli e figlia in ordine di età. La spada passò così in possesso di Maximo Terrero e Manuela Rosas dopo la morte di Rosas e Juan Terrero. Nel 1896, Adolfo Carranza, direttore del Museo Nazionale di Storia, chiese loro la donazione della sciabola di San Martín, alla quale acconsentirono. 
La spada rimase lì fino al 2 agosto 1963, quando fu rubata dai membri della gioventù peronista. Fu recuperata pochi giorni dopo e temporaneamente posta sotto la custodia del Reggimento dei granatieri a cavallo, fino al suo ritorno al museo. La spada fu di nuovo rubata il 19 agosto 1965 e recuperata di nuovo alcuni giorni dopo. Tuttavia, a quel tempo al reggimento fu concessa la custodia definitiva, essendo collocato all'interno di un gazebo schermato che fu costruito per lo scopo come donazione della città di Buenos Aires.